# Maman (Louane-dal)
A Maman (magyarul: Anya)  a francia Louane dala, mellyel Franciaországot képviselte a 2025-ös Eurovíziós Dalfesztiválon Bázelben. A dal belső kiválasztás során nyerte el a dalversenyen való indulás jogát.
Érdekesség, hogy Louane 2015-ben is kiadott egy dalt Maman címmel, amely akkor a Chambre 12 albumon jelent meg.

## Eurovíziós Dalfesztivál
2025. január 30-án a France Télévisions bejelentette, hogy az énekesnő képviseli az országot az Eurovíziós Dalfesztiválon. A dalt 2025. március 15-én, a Stade de France-ban, a Hat Nemzet Bajnoksága Franciaország–Skócia rögbimérközés félidejében mutatták be.
Mivel Franciaország tagja az automatikusan döntős „Öt Nagy” országának, ezért a dal az Eurovíziós Dalfesztiválon először a május 17-én rendezendő döntőben versenyzett, de előtte a második elődöntőben is előadta, a Grúziát képviselő Mariam Shengelia Freedom című dala után és a Dániát képviselő Sissal Hallucination című dala előtt. A döntőben fellépési sorrendben huszonnegyedikként lépett fel, a Svédországot képviselő KAJ Bara bada bastu című dala után és a San Marinót képviselő Gabry Ponte Tutta l’Italia című dala előtt. A zsűri szavazáson harmadik helyen végzett 180 ponttal (Albániától, Görögországtól, Luxemburgtól, Örményországtól és Szerbiától maximális pontot kapott), míg a nézői szavazáson tizennegyedik helyen végzett 50 ponttal, így összesítésben 230 ponttal a verseny hetedik helyezettje lett.

## Díjak
A Művészeti díj és Sajtódíj kategóriában megnyerte a Marcel Bezençon-díjat.

## Dalszöveg
| Je vais mieux, je sais où je vais J’ai arrêté d’compter les années Et si j’ai voulu arrêter le temps Maintenant c’est moi qu’elle appelle maman – A dal refrénje | Már jobban vagyok, tudom az utat Végeztem a múlton való rágódással Hidd el, hogy itt az idő, megyek tovább Most már én vagyok az, akit anyának hívnak – A dal refrénje magyarul |

## Galéria

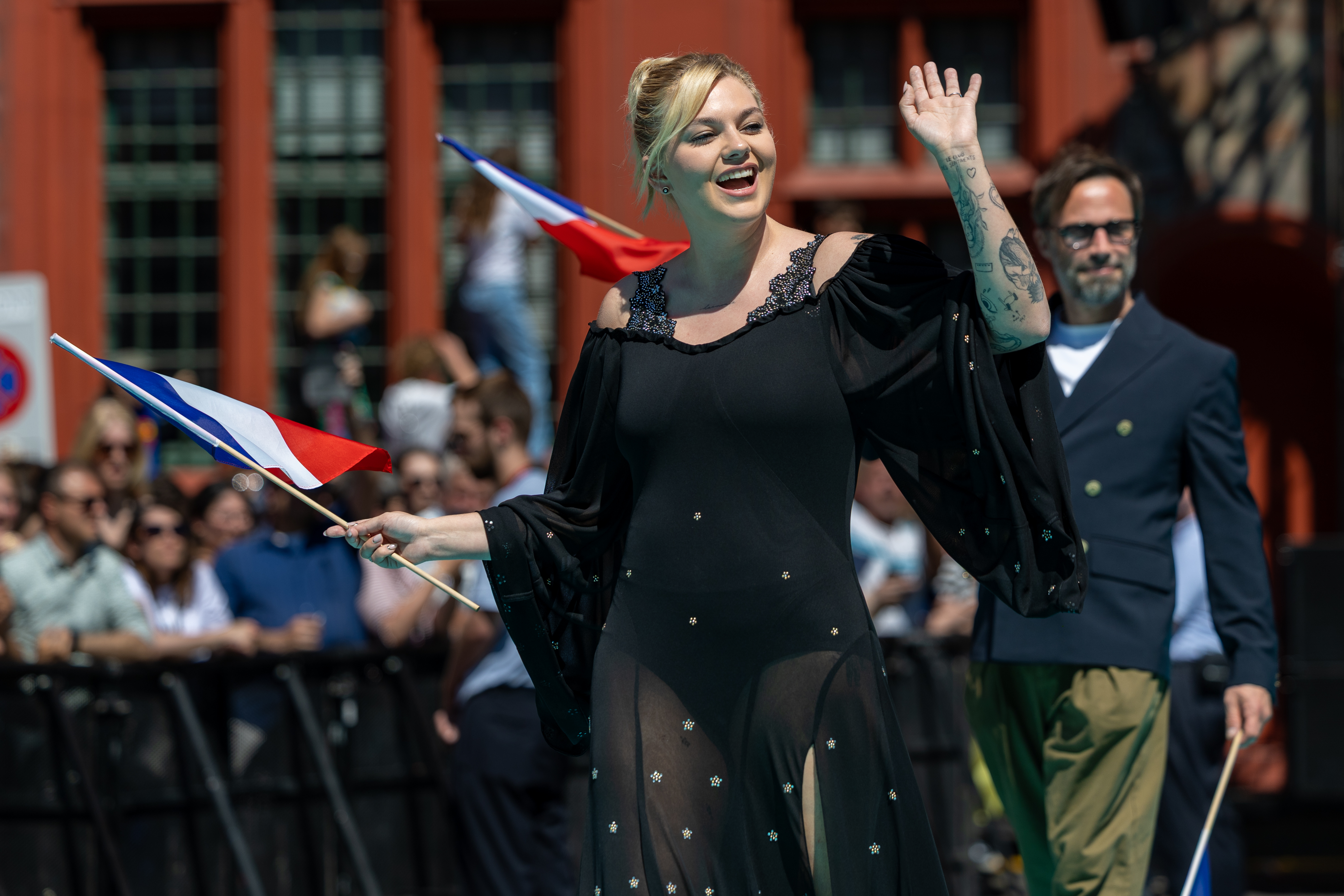
A megnyitóünnepségen
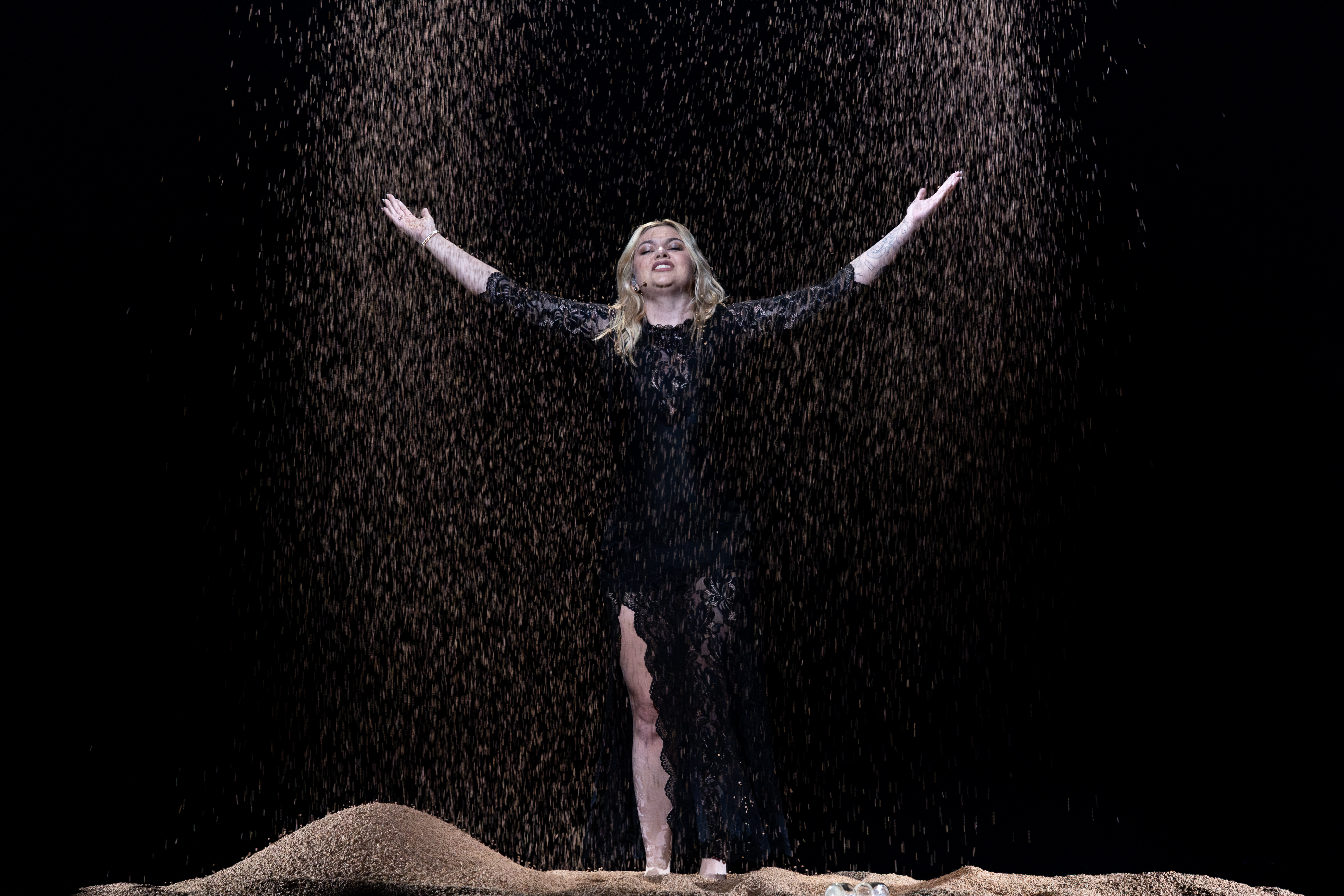
Az elődöntőben
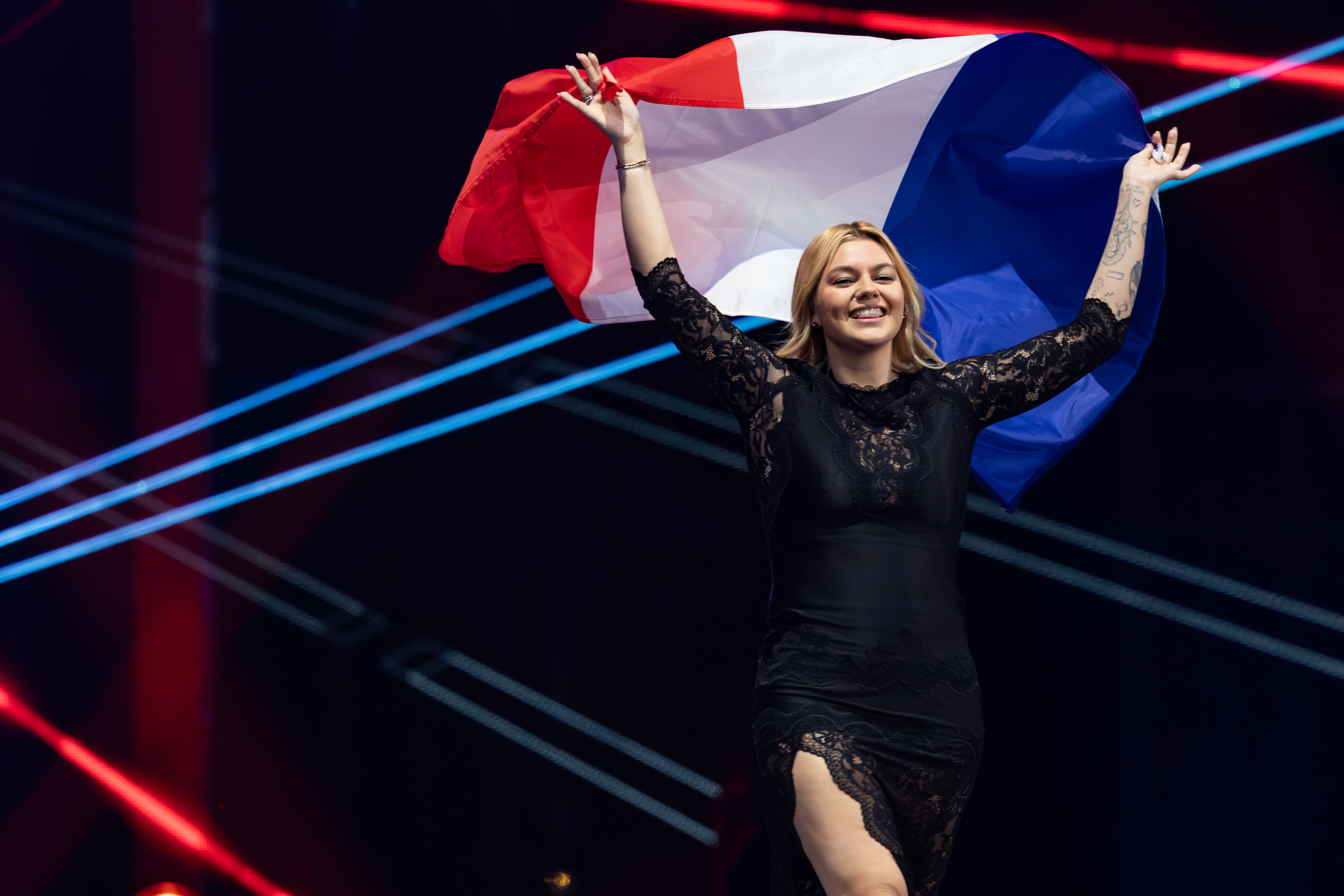
A döntő bevonulásán
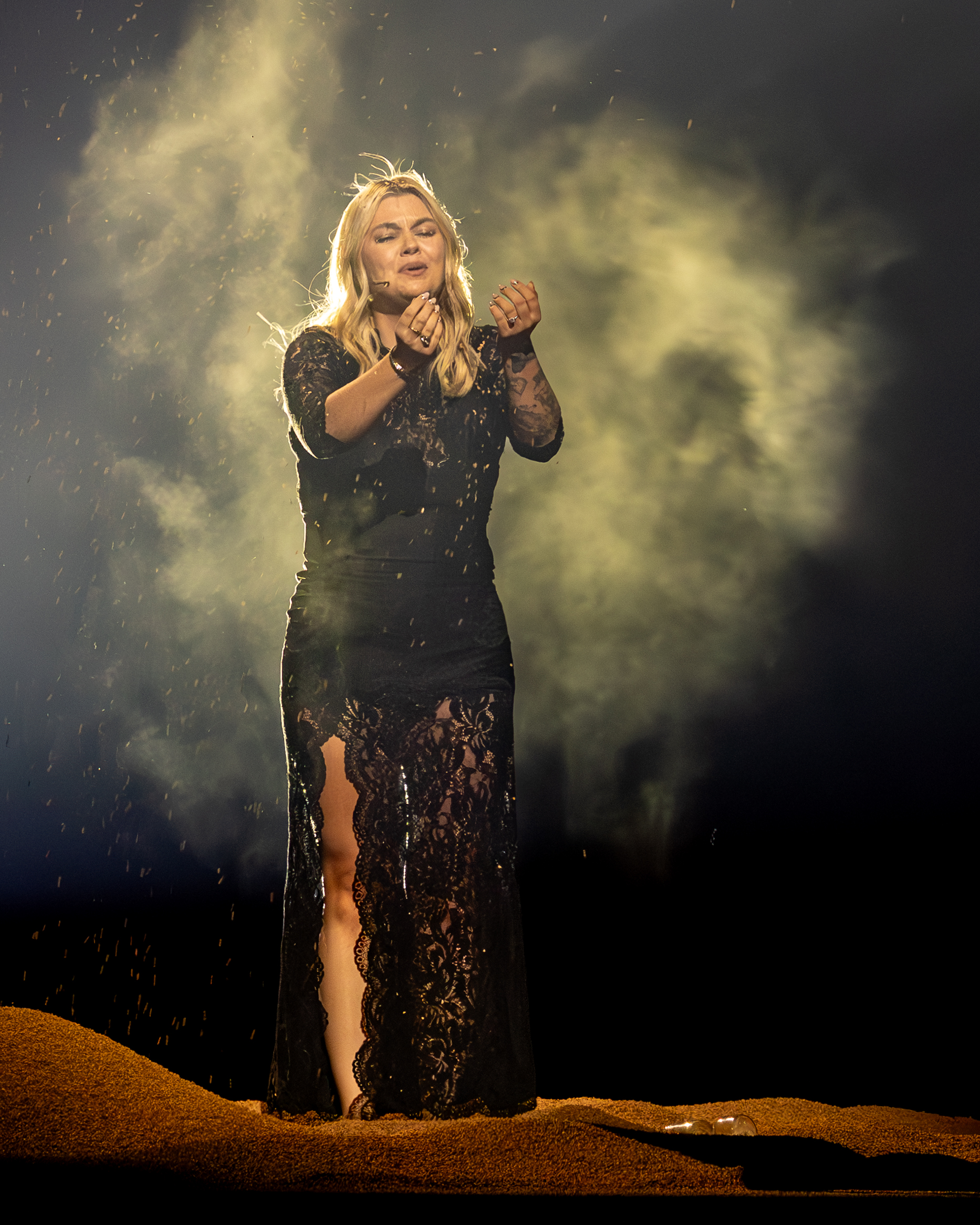
A döntőben